# Eberhard von der Recke (homme politique, 1847)
Pour les articles homonymes, voir Recke.
Ne doit pas être confondu avec Eberhard von der Recke (homme politique, 1744).
Eberhard baron von der Recke (né le 4 mai 1847 à Mersebourg et mort le 4 juin 1920 à Dresde) est un avocat administratif prussien, administrateur d'arrondissement et président du district de Köslin (1893-1898) et Mersebourg (1898-1909).

## Biographie
Il est membre du Corps Saxonia Göttingen depuis 1867. Il débute en 1871 comme stagiaire au tribunal de Francfort-sur-l'Oder et de Naumburg (Saale). Cela est suivi par des postes d'assesseur et d'assistant du procureur à Breslau. Il travaille comme administrateur de l'arrondissement de Querfurt (de), province de Saxe de 1876 à 1888. À partir de 1888, le baron von der Recke est le chambellan de service de l'impératrice allemande Augusta-Victoria. Eberhard baron von der Recke est chevalier de l'Ordre de Saint-Jean. Il se marie le 4 octobre 1879 à Vitzenburg avec Anna Elisabeth comtesse von der Schulenburg (née en 1858). Le mariage donne naissance à trois enfants : Joachim (né en 1880), marié avec Luise von Düring (de), Wilhelmine (née en 1881), marié à Kraft baron von Bodenhausen et Anna Maria (née en 1883), mariée à Heinrich baron von Schlotheim (de).

## Honneurs
- Nomination au Conseil privé secret[3]